# Tavazzano con Villavesco
Tavazzano con Villavesco é uma comuna italiana da região da Lombardia, província de Lodi, com cerca de 6.000 habitantes. Estende-se por uma área de 16 km², tendo uma densidade populacional de 309 hab/km².
Faz fronteira com Mulazzano, Casalmaiocco, Lodi, Montanaso Lombardo, Sordio, San Zenone al Lambro (MI), Lodi Vecchio.

## História

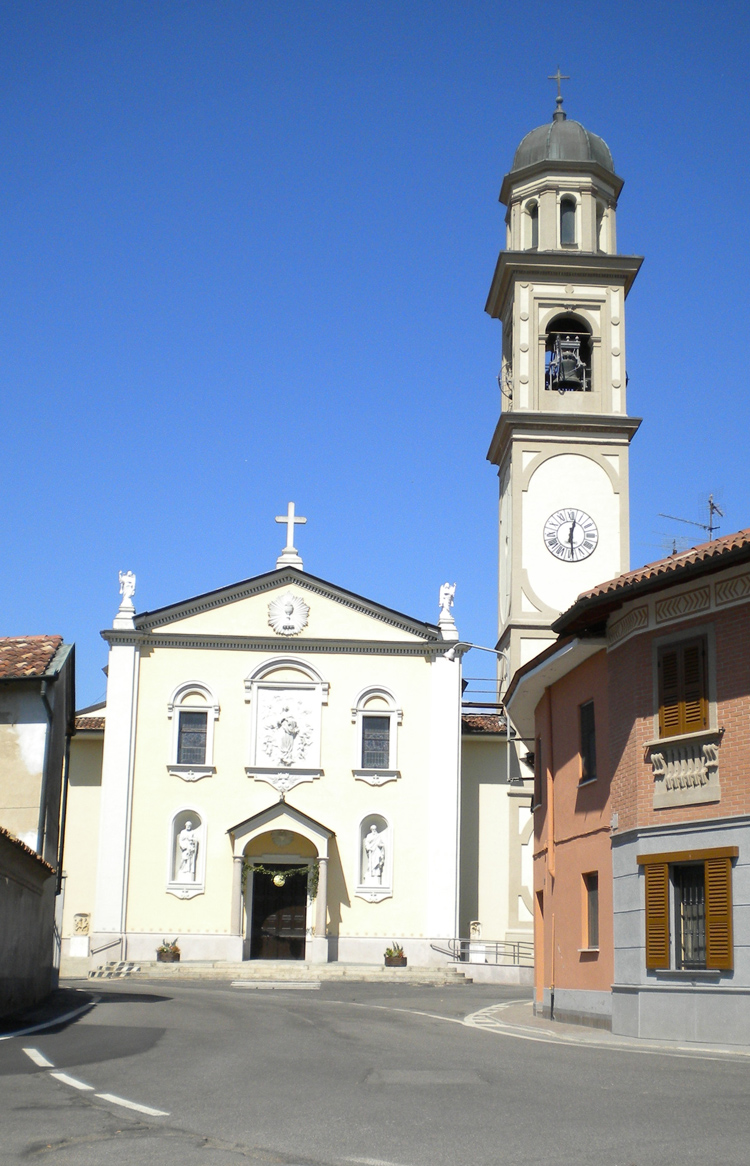
A igreja de Villavesco.

Este Município, na Idade Media, nasceu como Villavesco sómente, pois era a residência de campanha do Bispo de Lodi. Daqui o nome Villa del Vescovo, ou seja Vila do Bispo, que nos anos seguintes foi abreviado para Villavesco.
Na primera metade do século XX, o território desenvolveu-se mais perto da grande Via Emilia (a Estrada Estatal n°9) e o Palácio Municipal passou nesta parte do Município, sempre ficando duas paróquias. A comuna, nestes anos, teve um dos desenvolvimentos demográficos mais altos de toda a Provìncia de Lodi, passando de 4500 habitantes para cerca de 6000.
Na década de 1990, aposentando-se o último vigário de Villavesco, a comuna ficou sò com os dois padres de Tavazzano exercendo o ministério sacerdotal nas duas paróquias.
Em Villavesco fica ainda o velho Palácio Municipal, hoje transformado em pequenas residencias e usado por atividades culturais, uma pequena loja e um barzinho.

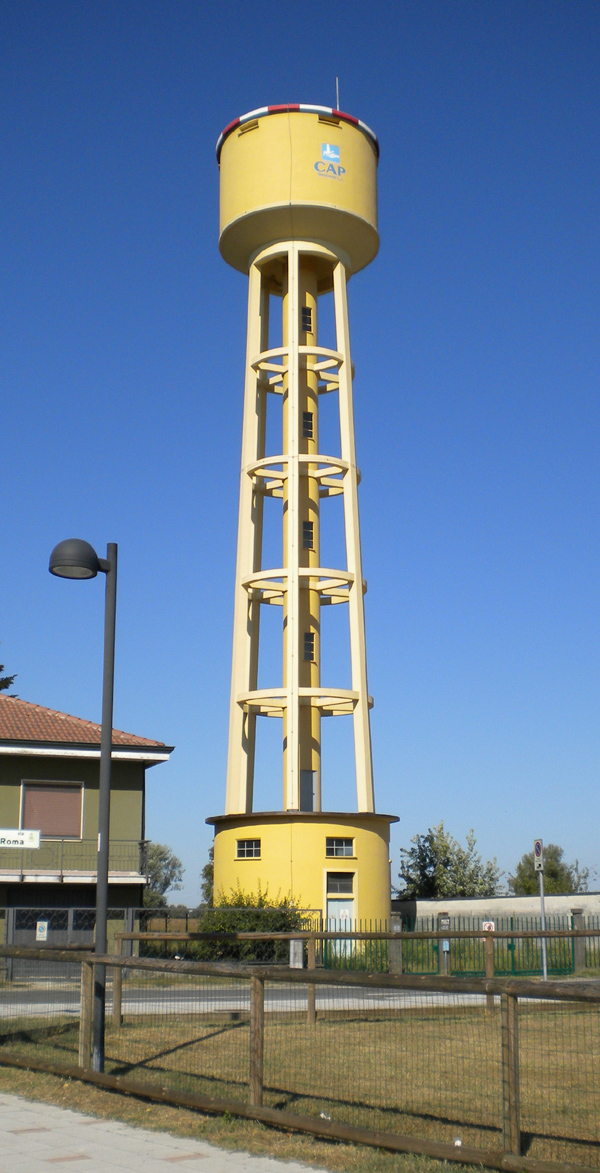
O aqueduto.

## Demografia
| Variação demográfica do município entre 1861 e 2011                               |
|                                                                                   |
| Fonte: Istituto Nazionale di Statistica (ISTAT) - Elaboração gráfica da Wikipedia |

## Igrejas
Esta comuna tem 5 igrejas: a velha paroquial, de 1627, agora desconsagrada; a nova paroquial, de 1947, com lindissimas pinturas do Mestre Pettinari, sobretudo a Santa Ceia e o Martírio de João Baptista; a paroquial de Villavesco, de 1630; as duas capelas de Modignano e Ca' de Zecchi.

## Adimistração cìvica
Na comuna tem as escolas de primeiro e segundo grau, um grande ginásio com estádio de futebol, um centro civico por atividades culturais, uma biblioteca, e um monumento à paz.

## Economia
Existe uma grande usina termoelétrica, onde trabalham 263 pessoas, é uma das maiores da Itália neste segmento. A comuna também possui pequenas indústrias artesanais.